# Малакофф (торт)
«Малакофф» (нем. Malakofftorte) — торт, который в основном известен в Австрии, обычно готовится из бисквитных коржей, печенья «дамские пальчики» или савоярди, крема, рома, коньяка или мараскина для пропитки. Коржи для «Малакоффа» делаются аналогично шарлотке, поэтому иногда встречается название шарлотка Малакофф.
Торт был назван в честь французского маршала Жан-Жака Пелисье, который получил титул герцога Малакофф после успешного штурма Малахова кургана в 1855 году в ходе осады Севастополя во время Крымской войны.

## Приготовление
Печенье выкладывается слоями на бисквитный корж, прослаивается кремом, часто миндальным. Хотя раньше торт Малакофф был заполнен сливочным кремом, сегодня в основном сливками. В зависимости от рецепта, бисквитное печенье также пропитывают смесью молока и рома. Сверху украшают оставшимся кремом или взбитыми сливками, а также кусочками орехов
.